# Magma (hudební skupina)
Magma je francouzská hudební skupina hrající progresivní rock. Založil ji v roce 1969 bubeník Christian Vander. Skupina nahrávala konceptuální alba odehrávající se v dystopickém světě planety Kobaïa, texty písní jsou psány ve fiktivním jazyce. Vander vytvořil vlastní hudební styl, který pojmenoval zeuhl a spojil v něm vlivy rocku, jazzu, folkloru přírodních národů a soudobé klasické hudby. Zvuk skupiny je charakteristicky temný s dominujícími bicími nástroji a hypnotickým, různě zkresleným zpěvem. Skupina v sedmdesátých letech inspirovala řadu hudebníků, jako byl Johnny Rotten nebo Steven Wilson. Ukončila činnost v roce 1984, ale v roce 1996 Vander se svojí manželkou Stellou tento projekt obnovil a obklopil se mladými hudebníky s jazzovou průpravou.
V České republice Magma vystoupila v letech 2005 a 2015.

## Desky
- 1970 Magma
- 1971 1001° Centigrades
- 1973 Mekanïk Destruktïw Kommandöh
- 1974 Ẁurdah Ïtah
- 1974 Köhntarkösz
- 1976 Üdü Wüdü
- 1978 Attahk
- 1984 Merci
- 1989 Mekanïk Kommandöh
- 2004 K.A. (Kohntarkosz Anteria)
- 2009 Ëmëhntëhtt-Rê
- 2012 Félicité Thösz
- 2014 Rïah Sahïltaahk
- 2015 Slag Tanz
- 2019 ZËSS, le jour du néant
- 2022 Kartëhl

## Galerie

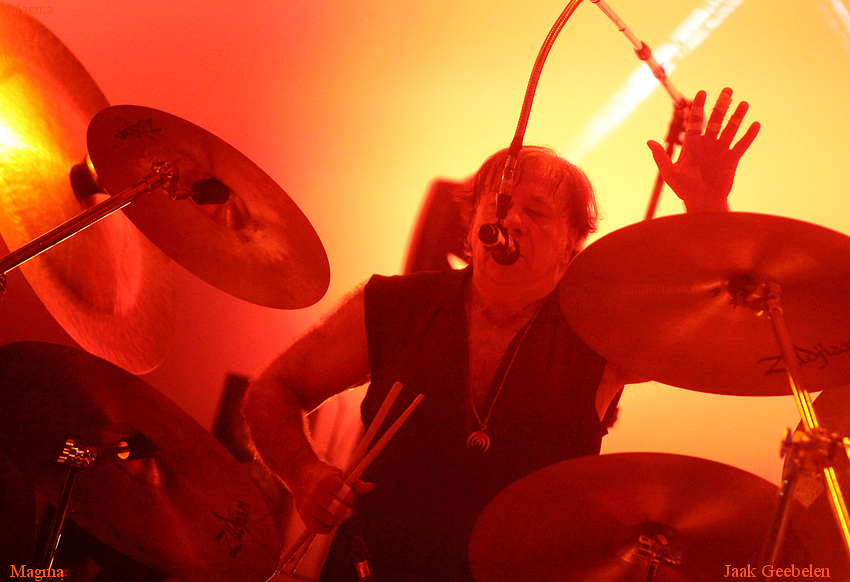
Christian Vander
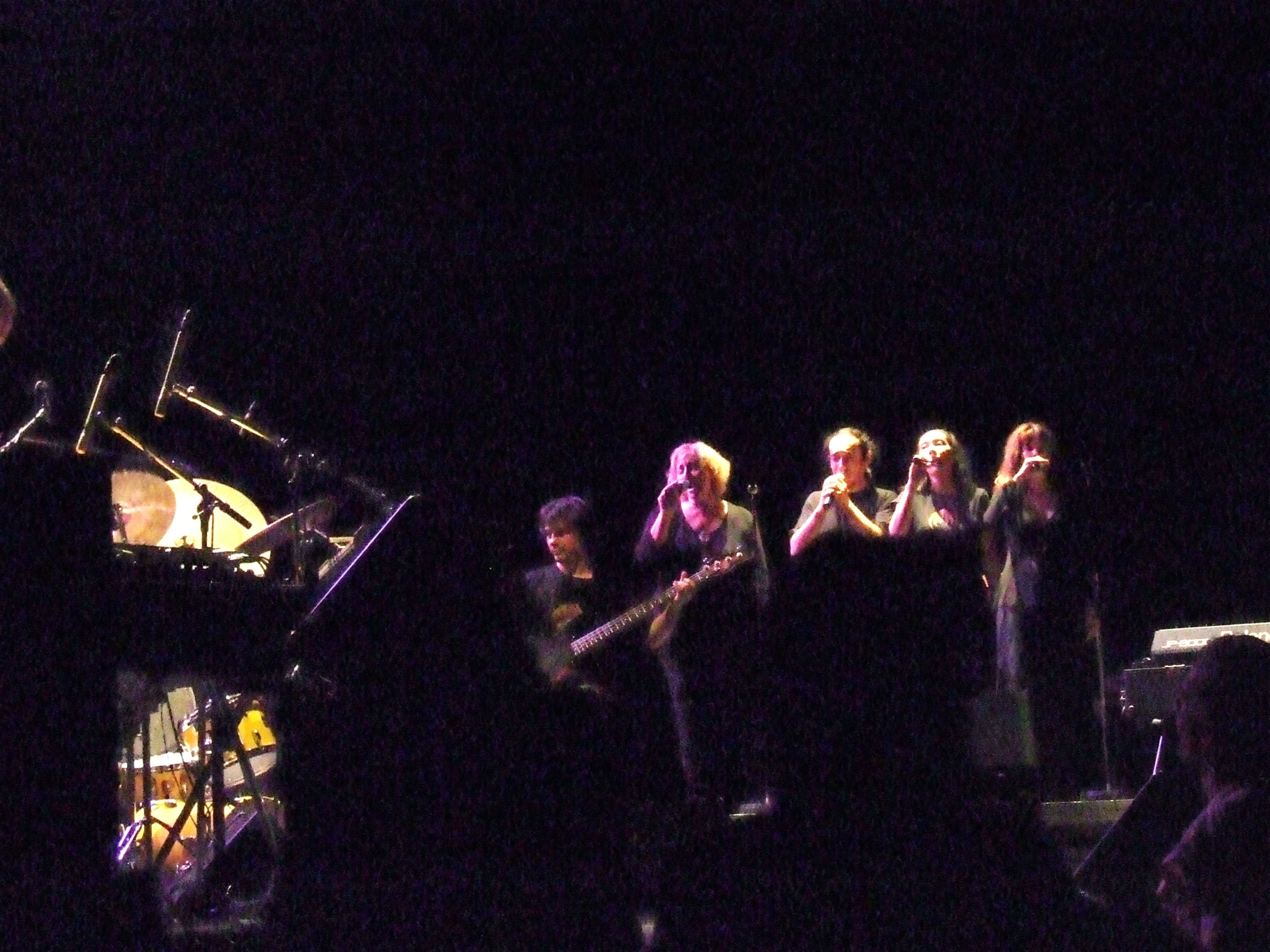
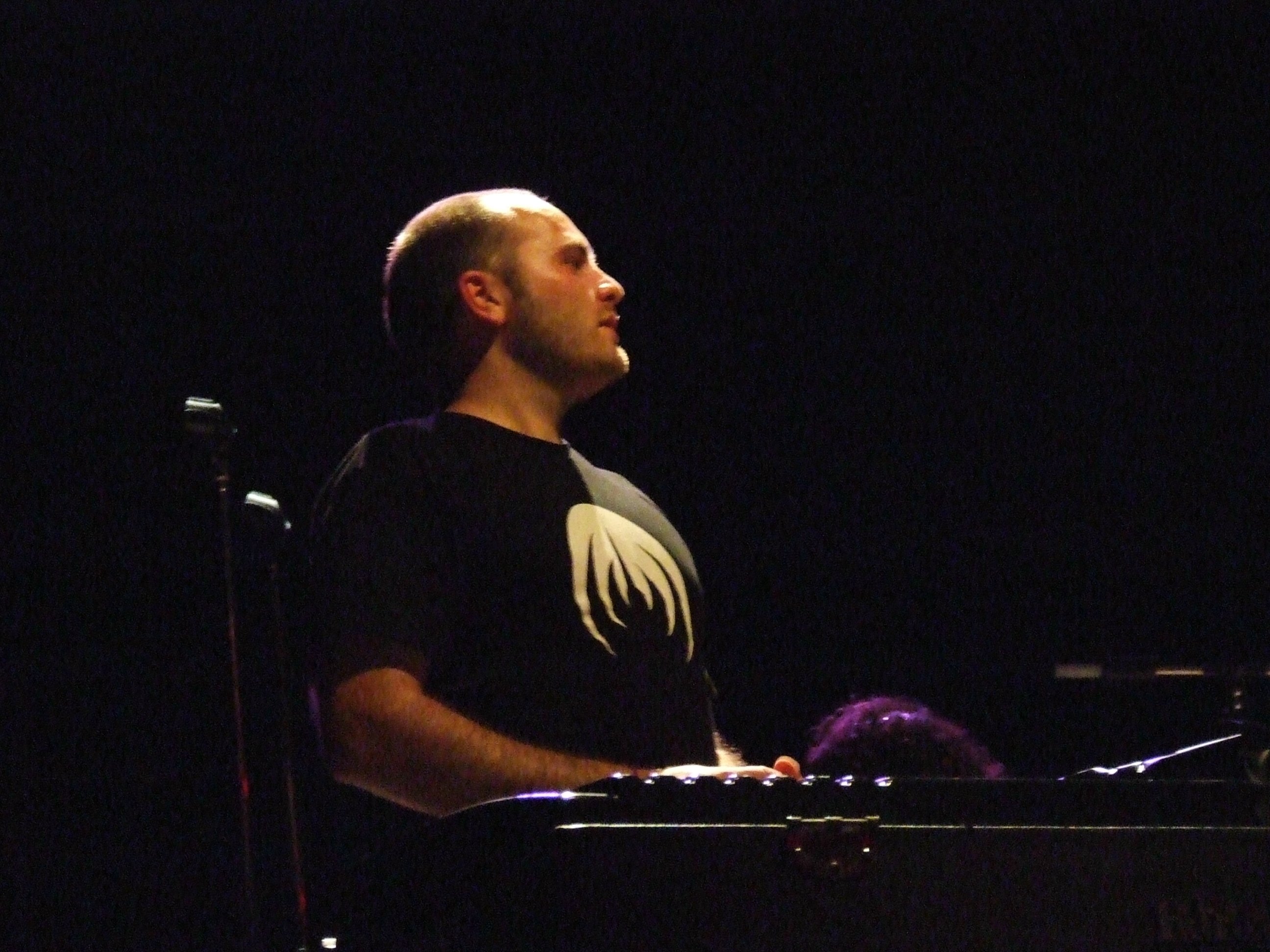